# 城关街道 (临泉县)
城关街道，原为城关镇，是中华人民共和国安徽省阜阳市临泉县下辖的一个街道办事处。

## 行政区划
城关街道下辖以下村级行政区划单位：
流鞍社区、同阳社区、银泉社区、前进社区、城中社区、西城社区、古城社区、三合社区、杜庄村、迎新村、董李村和曹庄村。